# Leandra pastazana
Leandra pastazana es una especie de planta fanerógama perteneciente a la familia Melastomataceae. Se distribuye por Ecuador. 

## Distribución y hábitat
Es un arbusto endémico de Ecuador, donde se conoce a partir de cuatro colecciones en las laderas orientales de los Andes. Tres colecciones son de 1939, cerca de Puyo, Mera y Canelos. La colección más reciente, de 1991, fue hecha cerca de los ríos río Hollín y río Challuayacu, al sur del volcán Sumaco. Probablemente se encuentra en el Parque nacional Sumaco Napo-Galeras y en el Parque nacional Sangay. Considerada "Rara" por la UICN en 1997 (Walter y Gillett 1998). Aparte de la destrucción del hábitat, no se conocen amenazas específicas.

## Taxonomía
Leandra subseriata fue descrita por John Julius Wurdack y publicado en Phytologia 43(4): 340–341. 1979.